# 亞胺酸
亞胺酸（英語：imino acid）是一类有機化合物，由亞胺基（>C=NH）和羧基（-COOH）官能團构成。类似具有胺基（-NH2）和羧基（-COOH）的胺基酸。脯氨酸等属于仲胺的胺基酸曾被称为亞胺酸。